# Stemodia verticillata
Stemodia verticillata là một loài thực vật có hoa trong họ Mã đề. Loài này được (Mill.) Hassl. miêu tả khoa học đầu tiên năm 1909.